# Mayo-Djaoulé
Mayo-Djaoulé (ou Mayo Djaole, Mayo Djaoule) est un village de la commune de Mayo-Baléo situé dans la région de l'Adamaoua et le département du Faro-et-Déo, à proximité de la frontière avec le Nigeria.

## Population
En 1971, Mayo-Djaoulé comptait 71 habitants, principalement Koutine (ou Pere).
Lors du recensement de 2005, le village comptait 233 personnes, 110 de sexe masculin et 123 de sexe féminin.

## Infrastructures sociales existantes
Le village contient une mosquée et une école coranique. Les villageois vivent, en grande partie, des activités agricoles.